# Ambemohar
Ambemohar é uma variedade de arroz que cresce na parte oeste dos montes de Maharashtra na Índia. Os grãos cozinhados têm a tendência de partir facilmente ou de ficar colados uns aos outros. Devido ao seu sabor e forte aroma, a confeção deste arroz é muito usual em Maharashtra.

## Variedades híbridas
Ambemohar tem uma baixa produção, se comparada com outras variedades de arroz, primeiramente devido à propensão das  plantações para contrair doenças. Assim sendo, o Centro de Pesquisa de Arroz da Mahatma Phule Agricultural University Rice Research Centre, perto de Lonavala, cruzou esta espécie com um arroz de maior produção, a fim de desenvolver a produção de arroz Indrayani, nome que lhe foi atribuído devido ao rio que passa neste local. Posteriormente, o arroz Indrayani substituiu o Ambemohar em quase todos os campos agrícolas da região.